# Peter Kent (homme politique)
Pour les articles homonymes, voir Kent (homonymie) et Peter Kent.
Peter Kent (né le 27 juillet 1943 dans le Sussex, en Angleterre) était ministre de l'environnement du Canada de 2011 à 2013. Il est membre du Parti conservateur et député de Thornhill. Auparavant, il était journaliste pour la télévision.
Peter Kent a été ministre de l'environnement du Canada du 4 janvier 2011 au 14 juillet 2013.
Durant sa carrière de journaliste, il a couvert des événements d'envergure tels que la guerre de Yom Kippour, le Vietnam, les conflits cambodgiens, la chute du mur de Berlin ainsi que la Guerre froide.

## Distinctions
- Prix Robert F. Kennedy
- Membre du Temple de la renommée du Canadian Broadcast